# Chełmża (gmina)
Chełmża est une gmina rurale du powiat de Toruń, Couïavie-Poméranie, dans le centre-nord de la Pologne. Son siège est la ville de Chełmża, bien qu'elle ne fasse pas partie du territoire de la gmina.
La gmina couvre une superficie de 178,72 km2 pour une population de 9 447 habitants.

## Géographie
La gmina est bordée par la ville de Chełmża et les gminy de Kijewo Królewskie, Kowalewo Pomorskie, Lisewo, Łubianka, Łysomice, Papowo Biskupie, Płużnica et Wąbrzeźno.